# 塔式建築

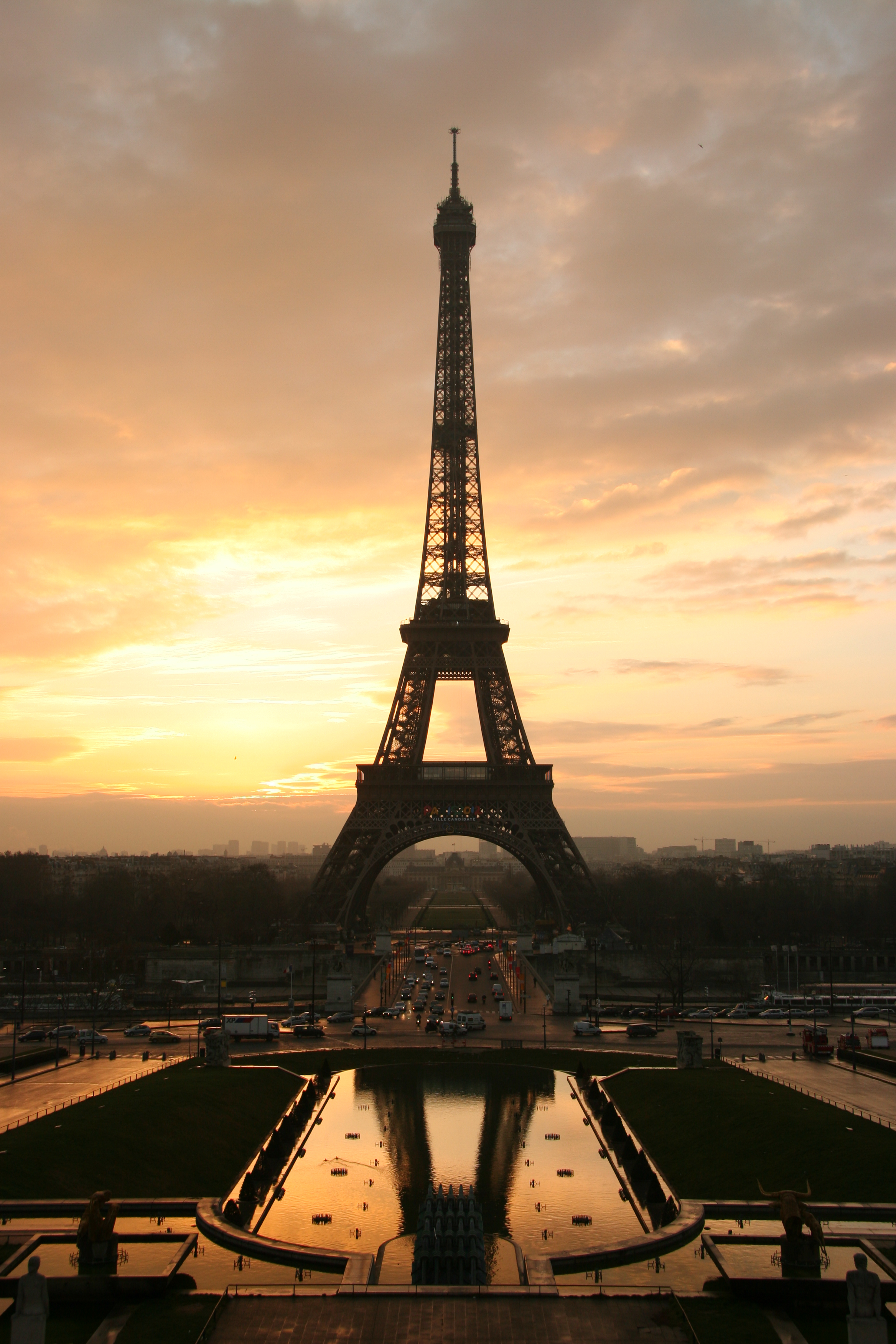
朝霞映衬下的埃菲尔铁塔

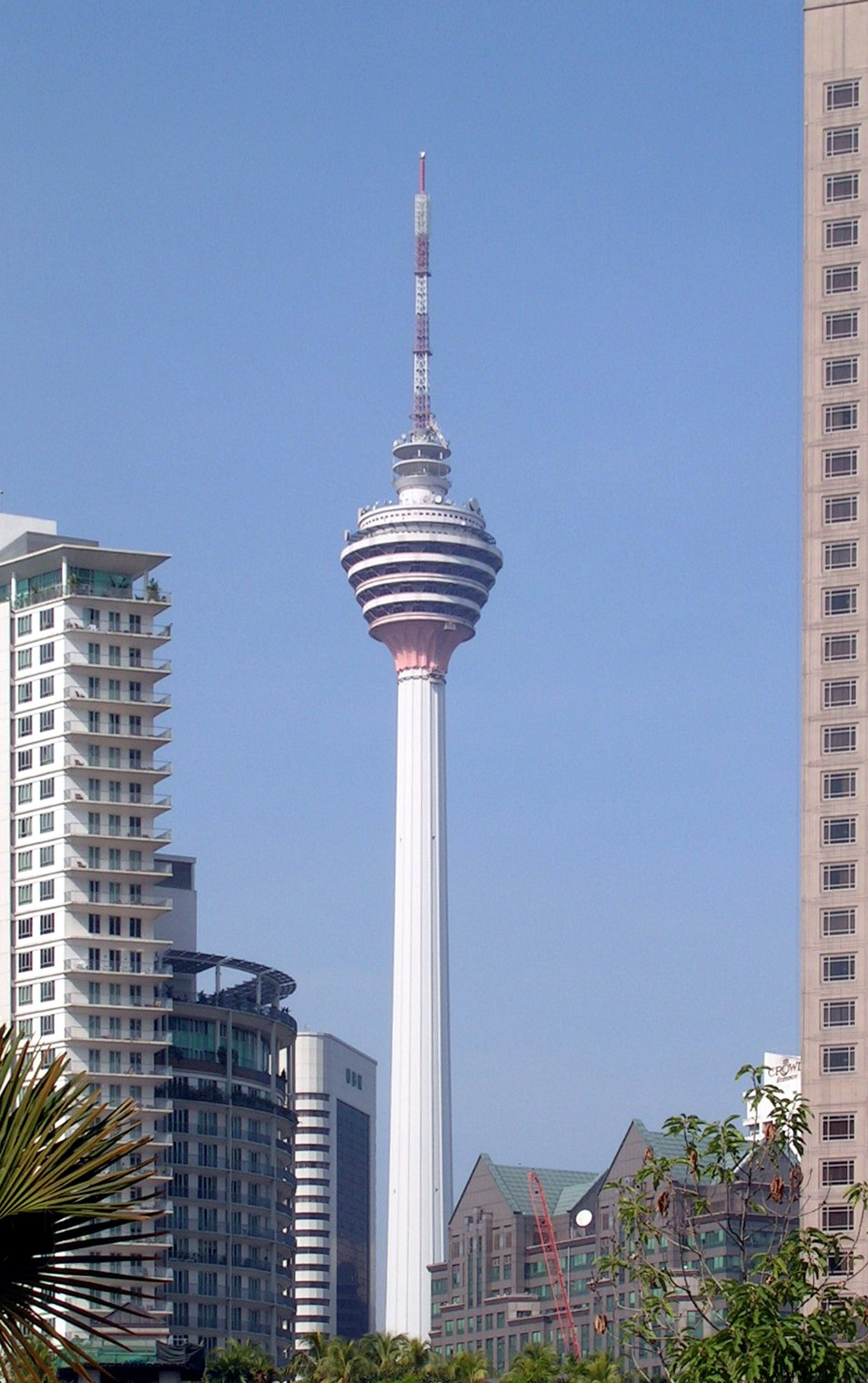
位于马来西亚首都吉隆坡的吉隆坡塔

塔式建築（英語：Tower），常簡稱為「塔」或「臺」，是指高大偏細長的結構物，在不同环境中具備各式不同功能的建築類型。嚴格的塔式建築定義：是指高大的塔形建築物，通常高度大於寬度，能夠不需依靠其它支撐物（如：索纜、支架等）而單獨豎立，或是作為更大結構的一部分，同時，可供人類經常進入而非長期居住。
在汉语中的「塔」本來指源於佛教於東亞文化圈及印度文化圈中常見的高層建築，其英文是「Pagoda」，後來也常用於稱呼其他地區一些高大建築，如埃菲尔铁塔、比萨斜塔、電波塔、金字塔、灯塔、水塔。在现代建筑中，塔也被用来称呼一些極其高大的单体建筑，比如曾经矗立在纽约曼哈顿岛上的世界贸易中心，就被称作“双塔”，這些摩天大樓其實屬於建築物而非結構物。

## 歷史
人類自史前時代起就已經開始建造臺與塔。聖經的創世記中即有人類想要建造巴別塔的記載。
新石器時代的耶利哥牆就有圓形石塔，約在西元八千年。蘇美人在西元前四世紀也建造了金字形神塔，其中包括有是西元前二十一世紀由乌尔第三王朝建造的烏爾大塔廟，巴比倫建造的埃特梅南基也是金字形神塔，是巴比倫在西元前二千年興建的，也認為是古代世界中最高的塔。
現存最古老的塔是在北蘇格蘭的broch建築，是圓錐狀的臺屋。在腓尼基及古罗马的文化中也強調將塔用在防禦工事和哨兵上。例如興建於西元前一千年，摩洛哥城市的索维拉（Mogador），名稱就是源自腓尼基的烽堠（migdol）一字。羅馬人使用八角塔作為克罗地亚的戴克里先宫的一部份，其中紀念碑的歷史可以追溯到西元300年，而塞维安城墙（西元前四世紀）和奥勒良城墙（西元三世紀）的特色則是方形塔。中國在西周時也建造了許多烽火台來傳遞訊息，另外秦朝修築的长城，也將塔整合到其建築元素中。城堡的敌台指城牆或城池旁突出的塔式建築，也是城堡的重要元素之一。
其他著名的塔有1173年至1372年在比萨興建的比萨斜塔，以及1109年至1119年在博洛尼亚建造的博洛尼亚双塔。喜馬拉雅塔是用石頭作的塔，主要在是西藏，大是14世紀到15世紀興建。

## 力學上的限制
在一定高度以下的塔，可以用二對互相平行的側面來支撐結構的重量。但若超過一定高度時，其壓應力會超過材料強度，塔會倒塌，因此較高的塔其支撐結構會設計成錐形，越高層的面積較小，以避免壓縮負載造成塔的倒塌。
另一個會影響塔的因素是挫曲，是指細長形的物體在有側面受力的情形下，在壓應力尚未超過材料強度時就出現物體彎曲變形的情形。因此結構需有足夠的剛性以避免變形。許多很高的塔其支撐結構在塔的周圍，也可以提昇其剛性。
塔的動態特性也是在設計時需考慮的限制之一。塔會受到風力變化、涡旋脱落及地震的影響，一般會用強度和剛性的加強來處理，也有些會利用調諧質量阻尼器來減小塔在外力下的運動。若塔在不同高度的截面不同，或是越高層的面積較小，也都可以避免整個塔同時受到涡旋脱落的影響。

## 功能
許多現代的高层建筑物（尤其是摩天大樓）在定義上不算是塔，比較算是建築物，但其名稱會稱為塔。英国高層的住宅建築會稱為tower blocks。美國原來的世界贸易中心也稱為雙塔，吉隆坡的雙峰塔也有類似的稱呼。在世界高塔列表中有對塔有嚴格的定義，但以下列表對塔的定義會比較寬。

### 戰略性的優點
在歷史上，塔的優點是可以勘察防禦陣地，也有比較好的視野可以觀察周遭地帶，包括附近的
戰場。在一些需要扩大视野覆盖面积的场合，人们常常建筑塔，如监狱的塔哨、边境线上的瞭望塔、森林中的防火塔等。
塔一般會用防護墻組成，也可能會設法搬動到目標附近（例如攻城塔）。塔也可以用來防禦城牆下的死角，例如敵臺、角臺。今日戰略用途的塔仍用在監獄、軍營以及周邊防御設施上。

### 勢能
塔可以儲存物品或是液體，再利用重力使物品或是液體往下流動（例如筒仓、水塔）或是將某一物體撞擊到地面或地面以下（例如钻机）。跳台滑雪也是相同的概念，可以用人造的方式代替天然的山坡或丘陵。

### 通訊用
歷史上有許多的塔是用在通訊用途上，例如灯塔、鐘樓、時鐘樓、信號塔和叫拜樓都用用來進行遠距離的通訊。近年來的電波塔以及行動電話信號塔擴大了發射器的範圍，也對通訊有幫助。加拿大在多伦多興建了加拿大國家電視塔，可以作為發射器和強波器（repeater），其中也有融入觀光的特點，例如其中觀景台位在147層，是全世界最高的觀景台。

### 交通用
塔也可以支撐橋的重量，其高度甚至可以和水上最高的建築物相近。悬索桥和斜拉橋都常見有橋塔的設計。塔架（pylon）是一種簡單的塔式結構，也用來建築鐵路橋樑、大眾運輸系統，以及港口。
機場用來進行航空交通管制的控制塔，就是利用其視野來進行飛機起降的管制。

### 其他用途
- 作观光用：许多城市都建有观光塔，塔上都设有观景台，登上高塔可以俯瞰城市景色；而在一些自然风光区也有为方便游客欣赏美景而设立的观景塔。
- 作为游乐设施：建筑高塔可以供游客进行跳伞、蹦极、攀岩等极限娱乐活动。
- 作为城市景观：高塔有时是作为城市景观出现的，比如巴黎的埃菲尔铁塔、上海的东方明珠电视塔等。
- 扩大视野：在一些需要扩大视野覆盖面积的场合，人们常常建筑塔，如监狱的塔哨、边境线上的了望塔、森林中的防火塔等。
- 作为导航设施：作为导航设施的塔如灯塔、机场的指挥塔台等，借助较高的建筑可以更好的散播灯光、无线电信号等导航信号，导航指挥人员也可以获得更好的视野。
- 作为通讯设施：高塔能够更好地传播无线电信号，许多塔是作为通讯设施而建设的，如烽火台、中央广播电视塔、各色各样的移动通讯基站等。
- 作为供水设施：将自来水泵入很高的水塔就可以依靠水自身的压强为高层的楼房供水。
- 作为火箭发射的依靠物：高耸入云的火箭发射塔是发射场地常见的景观。
- 收集太阳能：在一些大型的太阳能电站常常建有高塔，分布在地面的许多反光板将阳光反射到高塔上，以加热塔中的蒸汽获得发电的动力。
- 收集风能：在离地面较高的空中风速较大，在高塔顶端可以更加有效得收集风能。
- 作为钻探井架。
- 作为教堂的钟楼，如比萨斜塔是比萨奇迹广场大教堂的钟楼。
- 作为实验设施：利用塔进行的实验最著名得莫过于传说中伽利略在比萨斜塔进行的自由落体，這是记载在他的学生维维安尼（Vincenzo Viviani，1622年—1703年）在1654年写的《伽利略生平的历史故事》（1717年出版）一书中[9]。歷史上對是否曾作過此一實驗，一直存在著支持和反对兩種不同的看法[10]。近代以来为科学实验专门建筑的高塔也不在少数。

## 高塔列表
- 下列為世界前10高塔（截至2012年3月）。

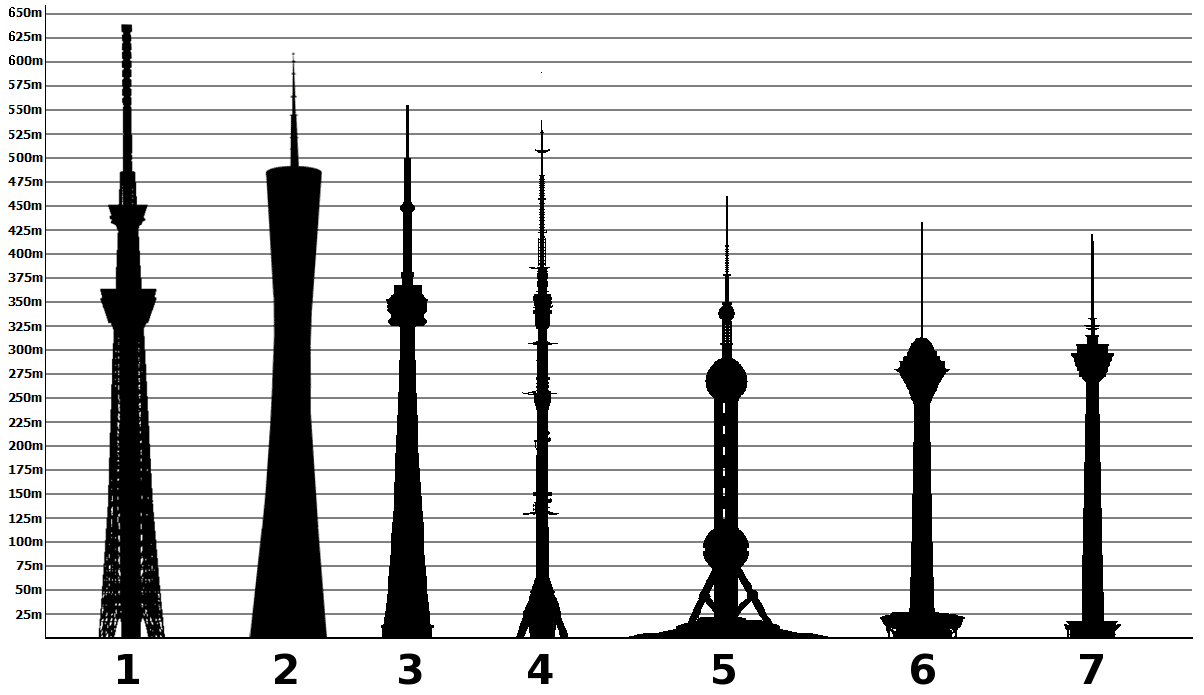
世界塔式建築高度排名（支柱式鐵塔除外）
1. 東京晴空塔
2. 廣州塔
3. 西恩塔
4. 奧斯坦金諾電視塔
5. 东方明珠广播电视塔
6. 默德塔（Borj-e-Milad）
7. 吉隆坡塔

| 排序 | 名称               | 高度 | 位置   | 国家及地區 | 竣工   |
| ---- | ------------------ | ---- | ------ | ---------- | ------ |
| 1    | 东京晴空塔         | 634m | 东京   | 日本       | 2012年 |
| 2    | 广州塔             | 600m | 广州   | 中国       | 2010年 |
| 3    | 加拿大国家电视塔   | 553m | 多伦多 | 加拿大     | 1976年 |
| 4    | 莫斯科电视塔       | 537m | 莫斯科 | 俄羅斯     | 1967年 |
| 5    | 上海东方明珠电视塔 | 468m | 上海   | 中国       | 1994年 |
| 6    | 默德塔             | 435m | 德黑兰 | 伊朗       | 2003年 |
| 7    | 吉隆坡塔           | 421m | 吉隆坡 | 马来西亚   | 1995年 |
| 8    | 天津广播电视塔     | 415m | 天津   | 中国       | 1991年 |
| 9    | 中央广播电视塔     | 405m | 北京   | 中国       | 1992年 |
| 10   | 基辅电视塔         | 385m | 基辅   | 乌克兰     | 1973年 |

## 圖片
- 加拉达石塔，也被熱那亞人稱為基督塔，是在1348年热那亚共和国在君士坦丁堡殖民時興建
- 美國印第安纳州卡梅尔典型的現代水塔
- 晚上的奈西針塔，是在芬兰坦佩雷的觀光塔。
- 以色列西岸的瞭望塔
- 世界高塔联盟中唯一的一座橋：斯洛伐克布拉迪斯拉发的新橋
- 印古什共和国的塔
- 希臘阿斯普羅瓦爾的救生员瞭望塔
- 風力發電機支持轉子的塔
- 1591年在義大利布雷薩諾內建造的白塔（英语：White Tower (Brixen)）

## 延伸阅读
[在维基数据编辑]
 《欽定古今圖書集成·經濟彙編·考工典·臺部》，出自陈梦雷《古今圖書集成》
- Fritz Leonhardt (1989), Towers: a historical survey, Butterworth Architecture, 343 pages.